# Liliane
Liliane [li.ljan] ist ein weiblicher Vorname.

## Herkunft und Bedeutung
→ Hauptartikel: Elisabeth
Beim Namen Liliane handelt es sich um die französische Variante des Namens Lillian.
Die männliche Variante ist Lilian [li.ljɑ̃].

## Verbreitung
Liliane gehörte von den 1920er bis in die 1960er Jahre hinein zu den 100 beliebtesten Vornamen Frankreichs. Seine Popularität erlebte ihren Höhepunkt in den 1930er und 1940er Jahren. Seit den 1980er Jahren wird der Name in Frankreich kaum noch vergeben.
Die männliche Variante Lilian etablierte sich ab den 1930er Jahren in Frankreich. Zwischen 1998 und 2010 verweilte der Name in der hinteren Hälfte der 100 beliebtesten Jungennamen, danach sank seine Popularität.

## Namensträger

### Liliane
- Liliane Amuat (* 1989), Schweizer Film- und Theaterschauspielerin
- Liliane Bettencourt (1922–2017), Französin, Haupt-Anteilseignerin am Kosmetikkonzern L’Oréal
- Liliane Blondeau (1921–1944), belgische Widerstandskämpferin
- Liliane Chappuis (1955–2007), Schweizer Politikerin
- Liliane Chow (* 1980), US-amerikanische Badmintonspielerin chinesischer Herkunft
- Liliane Csuka (* 1935), Schweizer Künstlerin und Kunstförderin
- Liliane Dietz (1911–nach 1938), deutsche Filmschauspielerin
- Liliane Funcken (1927–2015), belgische Künstlerin
- Liliane Gaschet (* 1962), ehemalige französische Sprinterin
- Liliane Juchli (1933–2020), Schweizer Ordens- und Krankenschwester, Krankenpflegewissenschaftlerin
- Liliane Maestrini (* 1987), brasilianische Beachvolleyballspielerin
- Liliane Maury Pasquier (* 1956), Schweizer Politikerin
- Liliane Montevecchi (1932–2018), französische Schauspielerin, Tänzerin und Sängerin
- Liliane Pfeuti, ehemalige Schweizer Basketballspielerin
- Liliane Roehrs (1900–1975), deutsche Automobil-Rennfahrerin
- Liliane von Rönn (* 1949), deutsche Domina, Prostituierten- und Frauenrechtlerin
- Liliane Rovère (* 1933), französische Filmschauspielerin
- Liliane Saint-Pierre (* 1948), belgische Sängerin
- Liliane Skalecki (* 1958), deutsche Kunsthistorikerin und Krimiautorin
- Liliane Sobieski (* 1983), US-amerikanische Schauspielerin und Filmproduzentin
- Liliane Targownik (* 1959), deutsche Filmemacherin, Regisseurin und Autorin
- Liliane Waldner (* 1951), Schweizer Betriebsökonomin
- Liliane Weissberg (* 1953), US-amerikanische Literaturwissenschaftlerin
- Liliane Zillner (* 1994),  österreichische Schauspielerin

### Liliana
- Liliana Abud (* 1948), mexikanische Schauspielerin und Schriftstellerin
- Liliana Allen (* 1970), kubanisch-mexikanische Sprinterin
- Liliana Amon (1892–1966), österreichische Schriftstellerin und Inspirationsfigur
- Liliana Bărbulescu (* 1982), rumänische Mittelstreckenläuferin
- Liliana Bardijewska (* 1955), polnische Schriftstellerin, Hörspielautorin und Übersetzerin
- Liliana Bejarano (* 1978), bolivianische Fußballschiedsrichterassistentin
- Liliana Bodoc (1958–2018), argentinische Schriftstellerin
- Liliana Bonfatti (* 1930), italienische Schauspielerin
- Liliana Cá (* 1986), portugiesische Leichtathletin
- Liliana Cátia (* 1976), portugiesische Popsängerin (Ronalda)
- Liliana Cavani (* 1933), italienische Filmregisseurin und Drehbuchautorin
- Liliana Corobca (* 1975), moldawisch-rumänische Literaturwissenschaftlerin und Schriftstellerin
- Liliana Cosi (* 1941), italienische Balletttänzerin
- Liliana Díaz Carreño († 2010), argentinische Politikerin
- Liliana Fernández Steiner (* 1987), spanische Beachvolleyballspielerin
- Liliana Gafencu (* 1975), rumänische Ruderin
- Liliana Ginanneschi (* 1951), italienische Filmregisseurin und Drehbuchautorin
- Liliana Heer (* 1943), argentinische Psychoanalytikerin und Schriftstellerin
- Liliana Heker (* 1943), argentinische Journalistin und Schriftstellerin
- Liliana Komorowska (* 1956), polnisch-kanadische Schauspielerin
- Liliana Le Hingrat, geb. Paşaluc (* 1967), rumänisch-deutsche Autorin und Journalistin
- Liliana Lev, russische Sängerin und Schauspielerin
- Liliana Lukin (* 1951), argentinische Schriftstellerin und Dichterin
- Liliana Matthäus (* 1987), ukrainisch-deutsches Model
- Liliana Mercado (* 1988), mexikanische Fußballspielerin
- Liliana Moro (* 1961), italienische Installationskünstlerin
- Liliana Mumy (* 1994), US-amerikanische Schauspielerin und Synchronsprecherin
- Liliana Năstase (* 1962), rumänische Leichtathletin
- Liliana Nelska (* 1946), österreichische Schauspielerin und Dolmetscherin
- Liliana Neto (* 1997), ehemalige angolanische Leichtathletin
- Liliana Nikiteanu (* 1962), rumänische Sängerin (Mezzosopran)
- Liliana Ortega (* 1965), venezolanische Anwältin, Hochschullehrerin und Menschenrechtsaktivistin
- Liliana Palihovici (* 1971), moldauische Politikerin
- Liliana Picciotto (* 1947), italienische Politikwissenschaftlerin und Historikerin
- Liliana Porter (* 1941), argentinische Künstlerin
- Liliana Rodrigues de Góis (* 1973), portugiesische Geisteswissenschaftlerin und Politikerin
- Liliana Segre (* 1930), italienische Holocaustüberlebende und Zeitzeugin
- Liliana Segura, US-amerikanische Journalistin und Aktivistin
- Liliana Vitale (* 1959), argentinische Komponistin, Sängerin und Pianistin

### Lilian
- Lilian Calmejane (* 1992), französischer Radrennfahrer
- Lilian Jégou (* 1976), französischer Radrennfahrer
- Lilian Laslandes (* 1971), französischer Fußballspieler
- Lilian Mateo (* 2005), bolivianische Leichtathletin
- Lilian Odira (* 1999), kenianische Mittelstreckenläuferin
- Lilian Thuram (* 1972), französischer Fußballspieler

## Fiktive Personen
- Liliana Seefeld, Figur aus der Serie Gute Zeiten, schlechte Zeiten
- Liliane Susewind, Kinderbuch-Reihe von Tanya Stewner